# Felix Landau (Dirigent)
Felix Landau (14. März 1872 in Hamburg – 12. August 1913) war ein Dirigent und Kapellmeister.

## Leben
Landau, Sohn des Opernsängers Leopold Landau studierte von 1891 bis 1893 am Wiener Konservatorium Klavier bei Anton Door, Komposition sowie Chorgesang und war als Kapellmeister in Köln und Hamburg tätig. Er starb auf einer Reise von Antwerpen nach Hamburg.